# 山名氏清
山名 氏清（やまな うじきよ）は、南北朝時代の武将・守護大名。室町幕府侍所頭人、丹波国・和泉国・山城国・但馬国守護。

## 生涯
興国5年/康永3年（1344年）、山名時氏の四男として誕生。
父・時氏が2代将軍・足利義詮時代に南朝方から室町幕府に帰服して守護国を安堵された。建徳2年/応安4年（1371年）に父が没すると長兄・師義が惣領となるが5年後に死去、氏清の弟・時義が後を継いで山名氏の惣領となった。
氏清は父の遺領から丹波を相続、天授3年/永和3年（1377年）に侍所頭人に任じられ、翌天授4年/永和4年（1378年）に次兄・義理と共に紀伊国の橋本正督討伐を成し遂げ和泉守護にも任命された。しかし惣領になれなかった事に不満を持ち、時義と常に対立していたという。ただし、氏清に不満があったのは事実としても、時義周辺と婚姻関係や猶子関係を結んで関係構築に努めていることから、両者が不仲であったとまでは言えないとする指摘もある。
元中5年/嘉慶2年（1388年）8月17日、紀州遊覧から帰京中の足利義満への奇襲を試みた南朝の楠木正勝を、河内国平尾（現在の大阪府堺市美原区平尾）で迎え撃って勝利するという武功をあげ（平尾合戦）、義満から感状を賜る（『後太平記』巻9「河内国平尾合戦之事并亀六之術事」）。
元中6年/康応元年（1389年）、時義が死去しその後を時義の子で氏清の娘婿でもある時熙が継いだ。康暦の政変で管領・細川頼之が失脚し、山名氏の強大化を懸念していたと考えられる3代将軍・足利義満は、時義死後の家中分裂に伴い、将軍命令として氏清とその甥（婿）にあたる山名満幸に対して時熙、氏之の討伐令を下し、氏清はこれに応じて時熙を攻めて追放、恩賞として時熙の領国但馬を手に入れた。ただし、娘婿である時煕を討つことには躊躇いがあったらしく、『明徳記』にも氏清が一度は時煕らの赦免を嘆願しているものの、義満がこれを許さなかったという描写が存在している。
しかしその後、義満は時熙・氏之を赦免し、時熙を攻めた責任を満幸に問うとまで言い出した。氏清は満幸に反乱へ誘われ、積極的でなかったとされるが次兄・義理、甥の氏家（兄・氏冬の子）らと共に元中8年/明徳2年/（1391年）に挙兵して、同年12月には京都に攻め入る。合戦は京都内野で行われ、大内義弘や赤松義則、京極高詮などの有力守護大名によって編成された幕府軍の反攻に遭って、氏清は戦死した（明徳の乱）。妻も殉死しようとしたが叶わず3年後に死去した。
軍記物語である『明徳記』は実際の首謀者で最後まで抵抗を続けた上に処刑された満幸ではなく、巻き込まれる形で乱に加わることになった氏清を義満と対峙させる存在として描いているが、初稿本が出来た時点で満幸が未だ逃亡中であったことなどが影響しているとみられている。